# Lion sans crinière
Ne doit pas être confondu avec la lionne, ni le Puma.

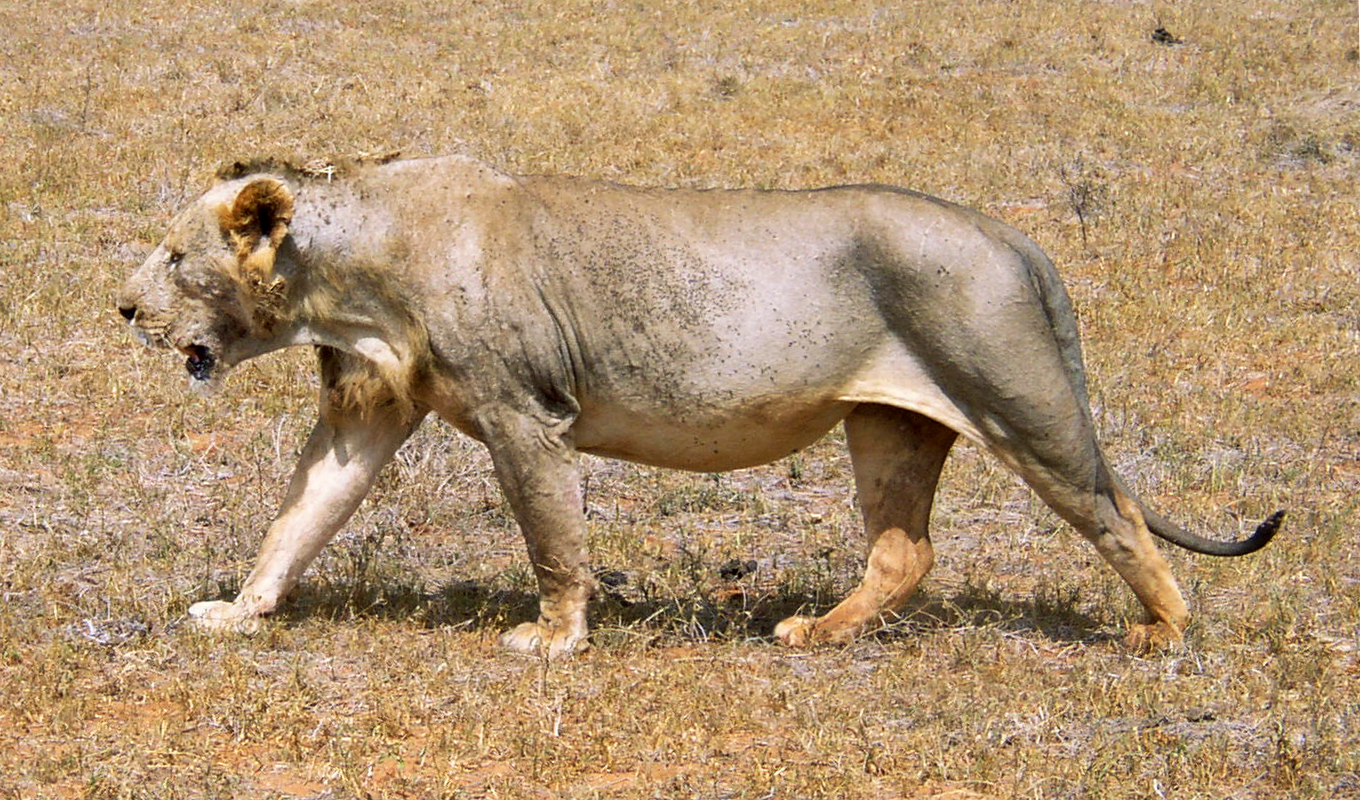
Un lion sans crinière au parc national de Tsavo East, au Kenya.

Le lion sans crinière (maneless lion en anglais) est un Lion (Panthera leo) mâle doté d'une faible crinière ou qui en est totalement dépourvu. Étant l'une des caractéristiques les plus distinctives de cette espèce, la crinière sert probablement à protéger les mâles lors des combats territoriaux. Toutefois, il y a un polymorphisme au sein des mâles et tous n'en sont pas dotés.